# Far antic
Els fars antics són les primeres senyalitzacions de foc marítimes que van aparéixer amb el desenvolupament de la marina. Estan testificats entre els grecs i els romans, i tal vegada ja entre els púnics, i fins i tot els minoics.

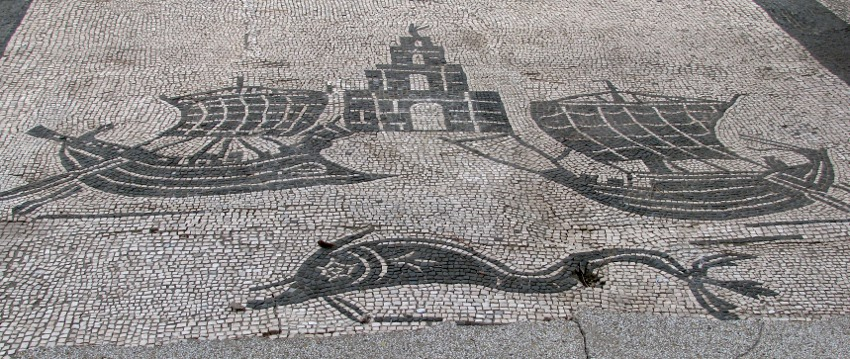
Velers mercants i far antic: mosaic de la Piazzale delle Corporazioni (Òstia)

## Context
Amb l'aparició molt primerenca del comerç marítim i el seu creixement al llarg de l'antiguitat, calia garantir la seguretat del transport i el control de les rutes de comunicació. Per tant, grans potències com Atenes, Cartago o Roma depenien d'importants forces navals per a consolidar-ne l'hegemonia. Els antics també procuraven reduir els perills de la navegació amb:
- optimació de les travessies gràcies a les innovacions tècniques destinades a fer vaixells més resistents i ràpids en alta mar.
- un millor coneixement dels estels, els vents i la costa, de manera que els navegants, sense mapes ni instruments, pogueren orientar-se millor i navegar en la mar.

És en aquesta perspectiva que els antics van establir sistemes de senyalització marítima per millorar la visibilitat de les terres mar endins. Els fars antics, de vegades molt alts, destacaven en l'horitzó materialitzant la costa i, de nit, tenien focs que indicaven l'entrada del port. Aquestes construccions es van estendre durant l'antiguitat al mateix temps que s'intensificaven les relacions marítimes: es troben en tota la Mediterrània i fins i tot a les costes atlàntiques d'Europa (península Ibèrica, Gran Bretanya, etc.).

## La visibilitat de les costes: balises i torres il·luminades

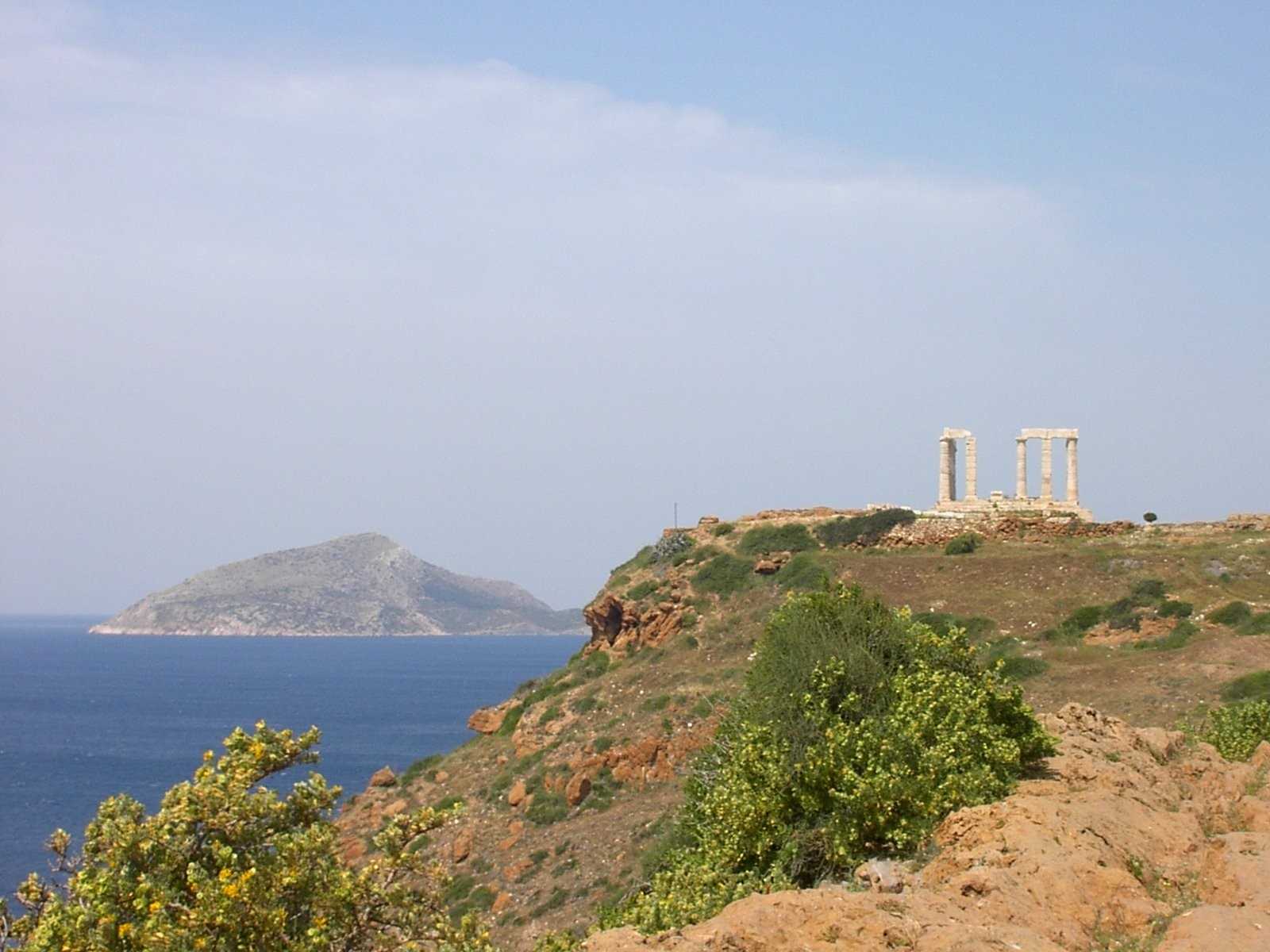
Les ruïnes del temple de Posidó al cim del cap Súnion: un punt de referència ineludible

La navegació per estima dels antics no era massa precisa. En arribar a la costa en un sector més o menys ample en comparació amb la destinació final, el pilot havia de completar la seua ruta en una navegació de cabotatge: coneixia el traçat del litoral i els punts de referència o marques (balises) naturals i la senyalització marítima.

### Punts de referència (marques o balises naturals)
Els punts de referència (marques o balises naturals), fixos i inequívocament identificables, són elements d'orientació que permeten reconéixer un lloc amb certesa. Les muntanyes permeten la identificació de seccions senceres de la costa, constitueixen els principals punts de referència naturals: Atos, Etna, etc. Les illes també ofereixen múltiples punts de referència.
Molts d'aquests punts són d'origen humà: els santuaris construïts sobre els caps, en particular, tenen un paper essencial per als qui arriben des d'alta mar, ja que són punts de referència inconfusibles. Per tant, a la part superior del cap Súnion, trobem les ruïnes del temple de Posidó construït al segle V ae: el navegant en perill podia invocar la divinitat perquè aquesta vingués a rescatar-lo.
Les xarxes de torres també poden assenyalar la costa. Estrabó n'assenyala les de Camarga, erigides pels masaliotes per senyalitzar la riba particularment baixa i perillosa, i per simbolitzar la pertinença d'aquestes terres a la ciutat de Masalia. Afegeix que el seu port estava al peu d'un penya-segat en forma d'amfiteatre, orientat cap al sud i ben protegit.

### Les torres il·luminades
L'existència d'una senyalització lluminosa no deixa lloc a dubtes en l'antiguitat: primitivament fogueres enceses als promontoris del litoral, i després a l'entrada dels ports, torres en què cremava un foc. El seu objectiu era assenyalar la presència de la terra des de la mar per no xocar contra la costa en la navegació nocturna. Així es van construir ja al segle VI ae fars en alguns promontoris de l'illa de Tassos per facilitar l'acostament a la ciutat. Igualment, l'illa de Delos sembla que va tenir diversos fars.
Les xarxes de fars van ser creades pels cartaginesos a la costa nord d'Àfrica i a la península Ibèrica, com Plini el Vell testifica en esmentar les torres d'Hanníbal. Servien alhora de senyalització per als mariners i per a la transmissió de senyals lluminosos.
Per als llocs fàcilment visibles des del mar obert, les solucions previstes eren probablement més modestes que per a les costes baixes sense punts de referència, on es van construir els fars més famosos de l'antiguitat (el d'Alexandria, Òstia, Leptis Magna, etc.).

## Construccions de prestigi

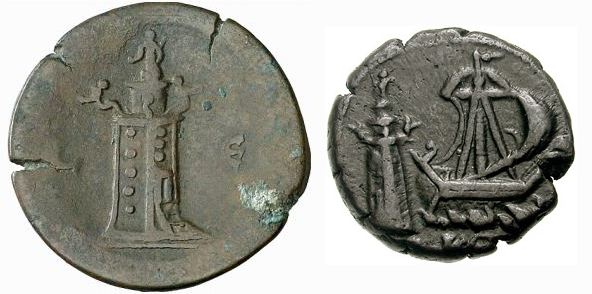
Monedes de bronze encunyades a Alexandria sota Antoní Pius i Còmmode

Els fars, en l'antiguitat, també eren símbols, ja que la seua arquitectura de vegades era extraordinària, com a Alexandria o Òstia. Alguns eren un model de destresa tècnica i, per tant, edificis de prestigi que incrementaven la monumentalitat del port indicant-ne l'entrada. La gran varietat de nombre i formes dels pisos, i decoracions (estàtues, obertures, etc.) dels fars antics subratlla aquesta inquietud estètica.
Al llarg de tota l'antiguitat no es troba un far com el d'Alexandria: 135 metres d'alçada, compost per tres plantes. Era el símbol de la ciutat i es pot trobar en moltes monedes alexandrines.

## «Per a salvació dels navegants»
Els fars tenen el paper de garantir la salvació dels mariners, com recorda la inscripció al far d'Alexandria: «Sòstrat, fill de Dexifanes, de Cnido, als déus salvadors, per a la salvació dels navegants». De fet, assenyalen la presència de la terra des de la mar (el pitjor dels perills és desviar-se de la costa) i marquen amb precisió el port i l'accés a la rada.
Els fars antics sovint estaven coronats per l'estàtua d'una divinitat: dedicada a un déu salvador, els fars són per als navegants l'instrument de la divinitat. Els mariners no dubtaven a confiar la navegació a les divinitats dels ports (santuaris i fars).
Els primers cristians van convertir el far en un dels símbols de Crist: com un far en la nit, el Senyor Ressuscitat dirigeix el món amb la seua llum, guiant la barca de l'Església.

## Fars cèlebres de l'antiguitat

### Mediterrani oriental
- El far d'Alexandria a Egipte: 135 metres d'altura, construït de pedra blanca, que constava de tres plantes (quadrades, octogonals i cilíndriques). El seu arquitecte va ser Sòstrat de Cnido.
- El far de Taposiris Magna (actual Abusir), a Egipte: una còpia del far d'Alexandria.[11]
- Els fars grecs de Tassos, a Grècia: diversos fars es construeixen a partir del segle VI ae en alguns promontoris de l'illa. El de cap Pigros portava una inscripció en memòria de Aquèrat.[11]
- El far romà de Leptis Magna a Líbia: aquest far quadrat de tres pisos es construí en l'època dels Severs a l'escullera nord del port.
- El far de Sersell a Algèria: edificat a l'illa de Joinville, només en subsisteixen els fonaments, segons J.Lassus.[12] Feia 36 m d'alt.[13]

### Atlàntic
- El far romà de La Corunya (Brigantium), a Galícia, o torre d'Hèrcules: únic far que ha romàs al mateix lloc, sobre els mateixos fonaments i amb la mateixa funció.[14]
- El far romà de Dover (Dubris), a Gran Bretanya: la part inferior de la torre és romana, de 13 metres d'altura (octagonal), la part superior és completament medieval.
- El far romà de Boulogne-sud-Mer (Gesoriacum), a França, o Tour d'Ordre: la seua construcció s'atribueix a Calígula en el 39 ae. Constava de 12 pisos octogonals.[15]

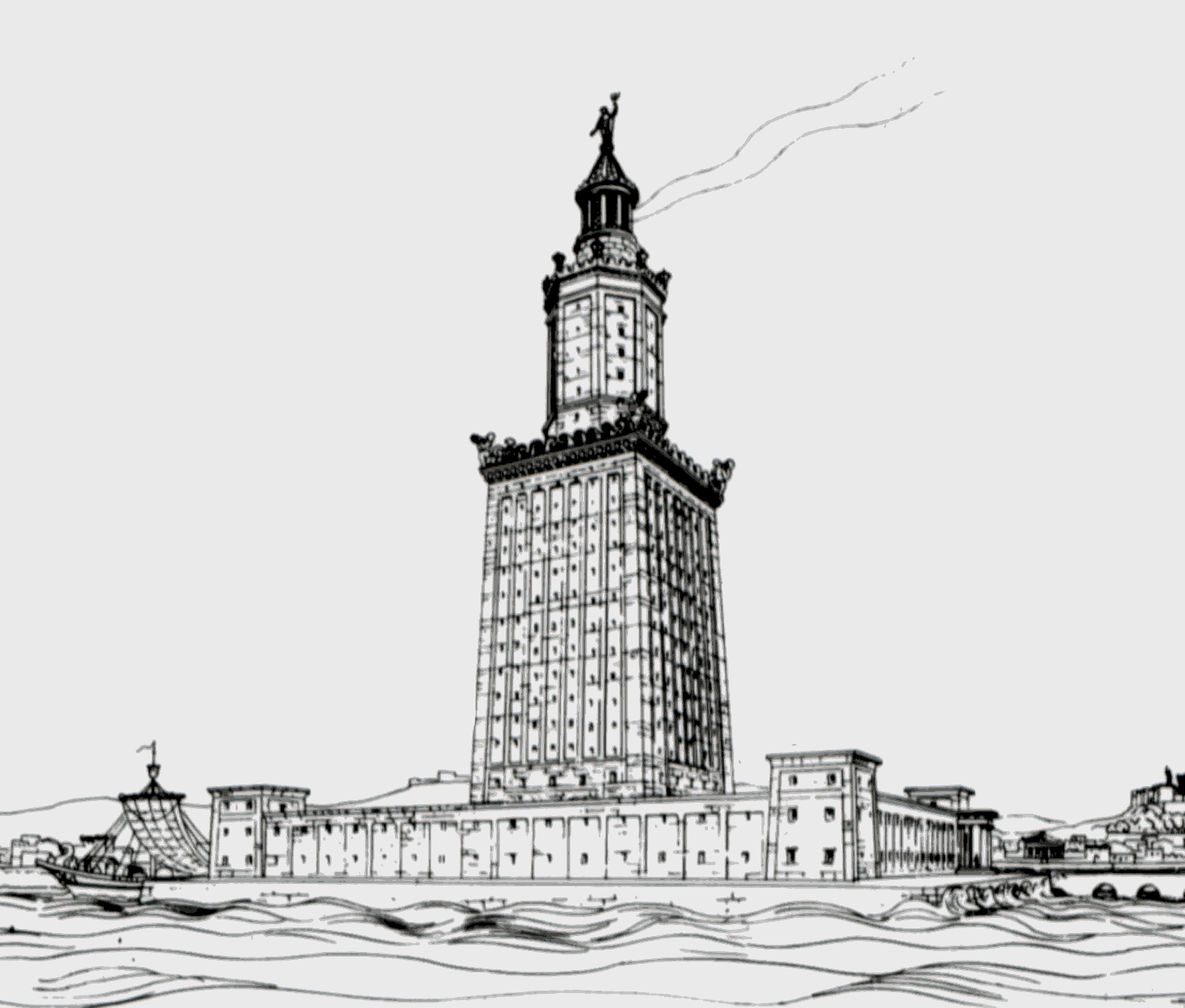
Reconstrucció gràfica del far d'Alexandria per H. Thiersch
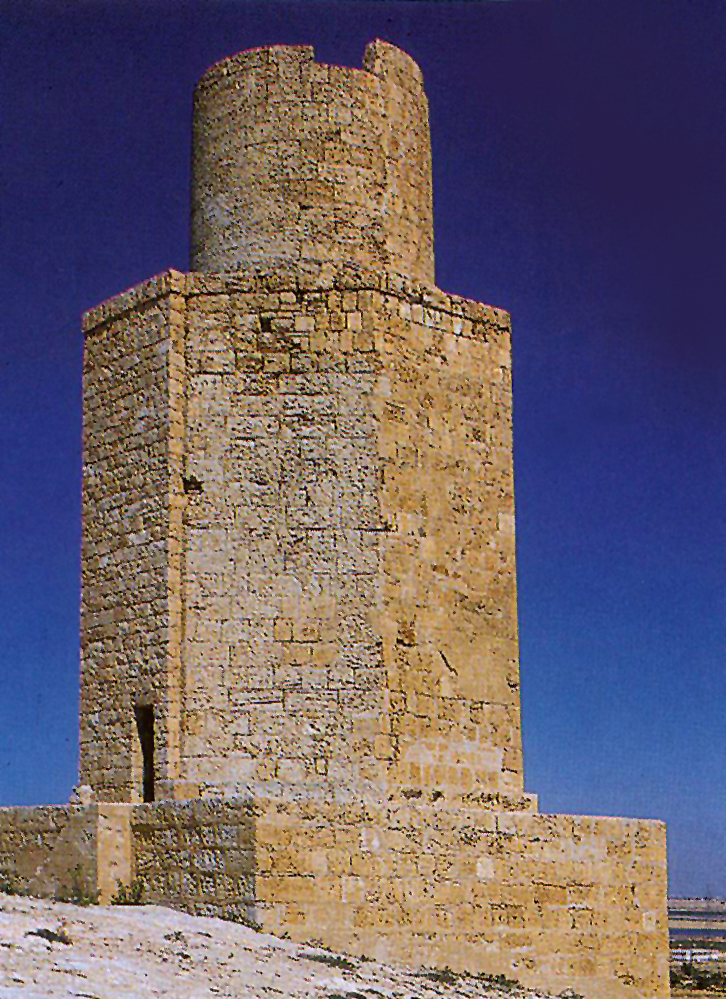
Far de Taposiris Magna
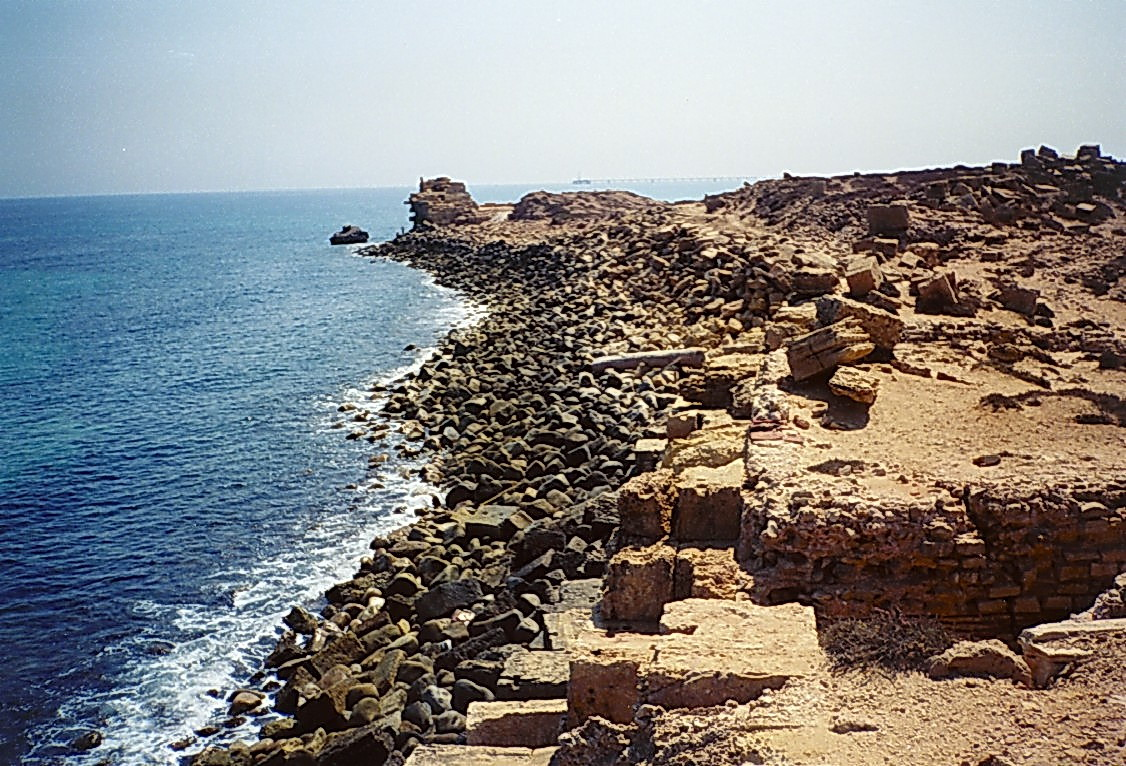
Cost nord de Leptis Magna i ruïnes del far (al fons)
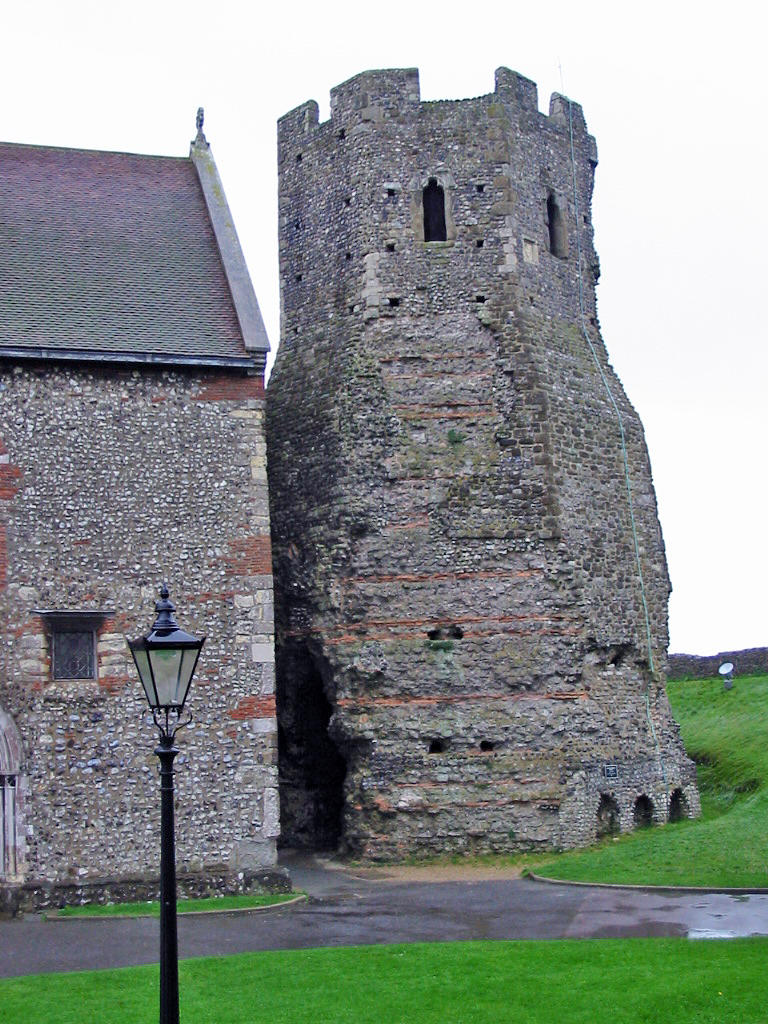
Far romà de Dover
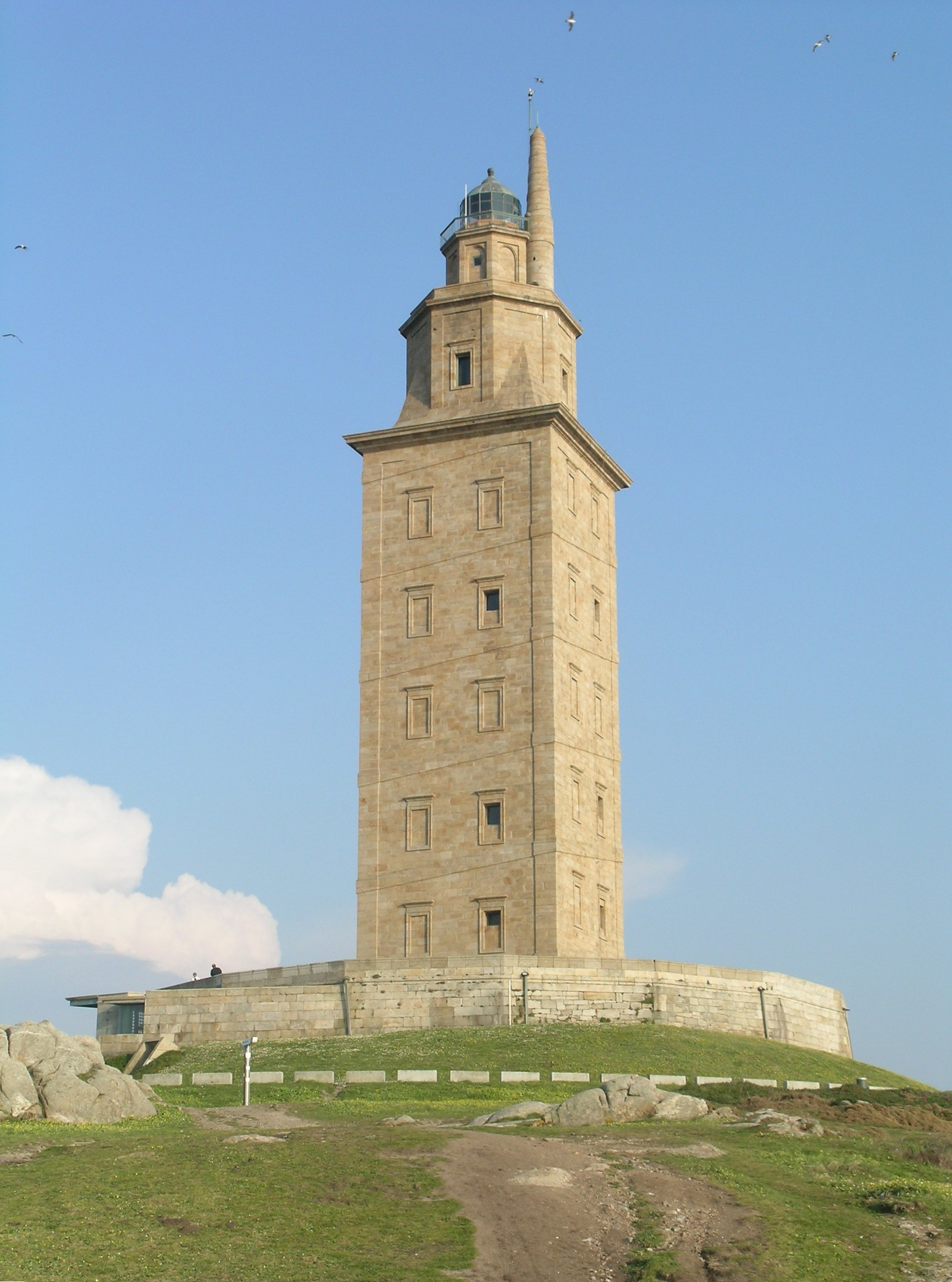
Torre d'Hèrcules a La Corunya